# Phillip Lindsay
Phillip Lindsay (geboren am 24. Juli 1994 in Denver, Colorado) ist ein US-amerikanischer American-Football-Spieler auf der Position des Runningbacks. Er spielte College Football für die University of Colorado Boulder und stand von 2018 bis 2020 bei den Denver Broncos in der National Football League (NFL) unter Vertrag. Anschließend spielte er auch für die Miami Dolphins, die Houston Texans und die Indianapolis Colts. 2023 stand Lindsay bei den Seattle Sea Dragons aus der XFL unter Vertrag.

## College
Lindsay wuchs in Aurora, Colorado, auf und besuchte die South High School in Denver. Danach spielte er von 2013 bis 2017 Football am College. Er besuchte die University of Colorado Boulder und spielte dort für die Colorado Buffaloes in der NCAA Division I Football Bowl Subdivision (FBS).
Insgesamt kam er in vier Saisons auf 3.775 Yards bei 765 Läufen und erlief 36 Touchdowns. An seinem College erlief er die zweitmeisten Yards, schaffte als dritter Spieler 10 oder mehr Touchdowns in zwei aufeinanderfolgenden Saisons und erlief als erster Spieler über 1000 Yards in zwei aufeinanderfolgenden Saisons.

## NFL
Lindsay wurde nicht zum NFL Combine vor dem NFL Draft 2018 eingeladen und beim Draft nicht ausgewählt, unter anderem, da er mit einer Körpergröße von 1,73 m relativ klein ist. Später wurde er als Free Agent von den Denver Broncos aus seinem Heimatstaat unter Vertrag genommen. Nachdem er es in den 53-Mann-Kader für die Saison 2018 geschafft hatte, stand er zunächst als dritter Runningback hinter Devontae Booker und Royce Freeman.
Bei seinem Debüt in Woche 1 gegen die Seattle Seahawks gelang ihm sein erster Touchdown in der NFL und er erzielte über 100 Yards Raumgewinn. Auch bei seinem zweiten Spiel gegen die Oakland Raiders machte Lindsay über 100 Yards Raumgewinn, womit er der erste nicht gedraftete Spieler ist, dem dies in seinen ersten beiden Spielen gelang. Seit Woche 8 lief er nach einer Verletzung von Freeman als Starter auf. Am 18. Dezember 2018 wurde er als erster nicht gedrafteter Rookie in die Offense des Pro Bowl gewählt.
Nach 1037 Rushing-Yards in seiner Rookiesaison erreichte Lindsay auch 2019 die 1000-Yard-Marke und war damit der erste Undrafted Free Agent, dem dies in seinen ersten beiden Saisons gelang.
Im ersten Saisonspiel 2020 zog sich Lindsay eine Zehenverletzung zu und kam daher erst ab dem 6. Spieltag wieder zum Einsatz. Wegen weiterer Verletzungen musste er zwei Spiele vorzeitig verlassen und verpasste zudem die letzten beiden Spieltage. Bei 118 Läufen kam er auf 502 Yards und einen Touchdown.
Nach dem Auslaufen seines Rookievertrags belegten die Broncos Lindsay mit einem Original-Round Tender, zogen diesen aber wenig später zurück, womit er zum Free Agent wurde. Daraufhin nahmen die Houston Texans Lindsay unter Vertrag. Bei den Texans konnte er neben Rex Burkhead, Mark Ingram Jr. und David Johnson nicht überzeugen und wurde daher nach dem elften Spieltag entlassen. Bei 50 Versuchen erlief Lindsay 130 Yards und einen Touchdown. Daraufhin nahmen die Miami Dolphins Lindsay über die Waiver-Liste unter Vertrag.
Im Mai 2022 schloss Lindsay sich den Indianapolis Colts an. Am 30. August 2022 wurde er von den Colts im Rahmen der Kaderverkleinerung auf 53 Spieler entlassen, bevor er am 6. September für den Practice Squad wieder unter Vertrag genommen wurde. Er kam in drei Spielen zum Einsatz und erzielte bei 15 Läufen 49 Yards Raumgewinn. Am 10. November wurde Lindsay von den Colts entlassen.
Am 1. April 2023 schloss Lindsay sich den Seattle Sea Dragons in der XFL an. Am 31. Dezember 2023 wurde die Fusion zwischen der XFL und USFL zur United Football League offiziell bekannt gegeben. Am 1. Januar 2024 wurden die acht Teams der neuen Liga bekannt gegeben, die Sea Dragons waren nicht darunter.

### Karrierestatistiken
| Saison                             | Team   | Spiele | Spiele | Rushing | Rushing | Rushing | Rushing | Rushing | Receiving | Receiving | Receiving | Receiving | Receiving | Fumbles | Fumbles |
| Saison                             | Team   | GP     | GS     | Att     | Yds     | Avg     | Lng     | TD      | Rec       | Yds       | Avg       | Lng       | TD        | Fum     | Lost    |
| ---------------------------------- | ------ | ------ | ------ | ------- | ------- | ------- | ------- | ------- | --------- | --------- | --------- | --------- | --------- | ------- | ------- |
| 2018                               | DEN    | 15     | 8      | 192     | 1.037   | 5,4     | 65      | 9       | 35        | 241       | 6,9       | 29        | 1         | 0       | 0       |
| 2019                               | DEN    | 16     | 16     | 224     | 1.011   | 4,5     | 40      | 7       | 35        | 196       | 5,6       | 36        | 0         | 0       | 0       |
| 2020                               | DEN    | 11     | 8      | 118     | 502     | 4,3     | 55      | 1       | 7         | 28        | 4,0       | 11        | 0         | 0       | 0       |
| 2021                               | HOU    | 10     | 1      | 50      | 130     | 2,6     | 35      | 1       | 3         | 37        | 12,3      | 22        | 1         | 0       | 0       |
| 2021                               | MIA    | 4      | 0      | 38      | 119     | 3,1     | 9       | 0       | 1         | 8         | 8,0       | 8         | 0         | 0       | 0       |
| 2022                               | IND    | 3      | 0      | 15      | 49      | 3,3     | 15      | 0       | 6         | 19        | 3,2       | 7         | 0         | 0       | 0       |
| Total                              | Total  | 59     | 33     | 637     | 2.848   | 4,5     | 65      | 18      | 87        | 529       | 6,1       | 36        | 2         | 0       | 0       |
| Quelle: pro-football-reference.com |        |        |        |         |         |         |         |         |           |           |           |           |           |         |         |
| 2023                               | SEA    | 3      | 2      | 24      | 70      | 2,9     | 11      | 1       | 3         | 8         | 2,7       | 8         | 0         | 0       | 0       |
| Quelle: footballdb.com             |        |        |        |         |         |         |         |         |           |           |           |           |           |         |         |
| Gesamt                             | Gesamt | 62     | 35     | 661     | 2.918   | 4,4     | 65      | 19      | 90        | 537       | 6,1       | 36        | 2         | 0       | 0       |